# Серебряне
Сере́бряне — село в Україні, у Великоандрусівській сільській громаді Олександрійського району Кіровоградської області. Населення становить 214 осіб.

## Географія
Селом протікає річка Суха Березівка.

## Історія
Під час організованого радянською владою Голодомору 1932—1933 років померло щонайменше 259 жителів села.

## Населення
Згідно з переписом УРСР 1989 року чисельність наявного населення села становила 212 осіб, з яких 84 чоловіки та 128 жінок.
За переписом населення України 2001 року в селі мешкало 214 осіб.

### Мова
Розподіл населення за рідною мовою за даними перепису 2001 року:
| Мова       | Відсоток |
| ---------- | -------- |
| українська | 95,33 %  |
| російська  | 2,80 %   |
| білоруська | 0,93 %   |
| румунська  | 0,47 %   |
| інші       | 0,47 %   |